# Chaetogonopteron ventriseta
Chaetogonopteron ventriseta är en tvåvingeart som beskrevs av Liao, Zhou och Yang 2008. Chaetogonopteron ventriseta ingår i släktet Chaetogonopteron och familjen styltflugor. Inga underarter finns listade i Catalogue of Life.